# آندرس کروسیانی
آندرس کروسیانی (انگلیسی: Andrés Cruciani؛ زادهٔ ۱۴ ژوئیهٔ ۱۹۶۶) بازیکن فوتبال اهل آرژانتین است.
از باشگاه‌هایی که در آن بازی کرده است می‌توان به باشگاه فوتبال استودیانتس اشاره کرد.
وی همچنین در تیم ملی فوتبال زیر ۲۰ سال آرژانتین بازی کرده است.